# Łyżwiarstwo szybkie na Zimowych Igrzyskach Olimpijskich 1928
Zawody w łyżwiarstwie szybkim na Zimowych Igrzyskach Olimpijskich 1928 odbywały się w dniach 13 – 14 lutego 1928 roku. Rywalizowali wyłącznie mężczyźni. Zawodnicy walczyli w trzech konkurencjach: na 500 m, 1500 m, 5000 m. Łącznie rozdanych zostało zatem po trzy komplety medali. Zawody odbywały się na torze Badrutts Park.

## Terminarz
| Data           | Miejscowość  | Konkurencja     | Złoto                       | Srebro          | Brąz                                    |
| -------------- | ------------ | --------------- | --------------------------- | --------------- | --------------------------------------- |
| 13 lutego 1928 | Sankt Moritz | 500 m mężczyzn  | Bernt Evensen Clas Thunberg | -               | Jaakko Friman Roald Larsen John Farrell |
| 14 lutego 1928 | Sankt Moritz | 1500 m mężczyzn | Clas Thunberg               | Bernt Evensen   | Ivar Ballangrud                         |
| 14 lutego 1928 | Sankt Moritz | 5000 m mężczyzn | Ivar Ballangrud             | Julius Skutnabb | Bernt Evensen                           |

## Mężczyźni

### 500 m
| Miejsce | Państwo           | Zawodnik        | Czas | Strata |
| ------- | ----------------- | --------------- | ---- | ------ |
|         | Norwegia          | Bernt Evensen   | 43.4 |        |
|         | Finlandia         | Clas Thunberg   | 43.4 |        |
|         | Finlandia         | Jaakko Friman   | 43.6 | +0.2   |
|         | Norwegia          | Roald Larsen    | 43.6 | +0.2   |
|         | Stany Zjednoczone | John Farrell    | 43.6 | +0.2   |
| 6.      | Norwegia          | Håkon Pedersen  | 43.8 | +0.4   |
| 7.      | Kanada            | Charles Gorman  | 43.9 | +0.5   |
| 8.      | Finlandia         | Bertel Backmann | 44.4 | +1.0   |
| 9.      | Norwegia          | Oskar Olsen     | 44.7 | +1.3   |
| 10.     | Stany Zjednoczone | Eddie Murphy    | 44.9 | +1.5   |

Data: 13 lutego 1928

### 1500 m
| Miejsce | Państwo           | Zawodnik         | Czas   | Strata |
| ------- | ----------------- | ---------------- | ------ | ------ |
|         | Finlandia         | Clas Thunberg    | 2:21.1 |        |
|         | Norwegia          | Bernt Evensen    | 2:21.9 | +0.8   |
|         | Norwegia          | Ivar Ballangrud  | 2:22.6 | +1.5   |
| 4.      | Norwegia          | Roald Larsen     | 2:25.3 | +4.2   |
| 5.      | Stany Zjednoczone | Eddie Murphy     | 2:25.9 | +4.8   |
| 6.      | Stany Zjednoczone | Valentine Bialas | 2:26.6 | +5.5   |
| 7.      | Stany Zjednoczone | Irving Jaffee    | 2:26.7 | +5.6   |
| 8.      | Stany Zjednoczone | John Farrell     | 2:26.8 | +5.7   |
| 9.      | Szwecja           | Gustaf Andersson | 2:27.5 | +6.6   |
| 10.     | Węgry             | Zoltán Eötvös    | 2:27.9 | +6.8   |

Data: 14 lutego 1928

### 5000 m

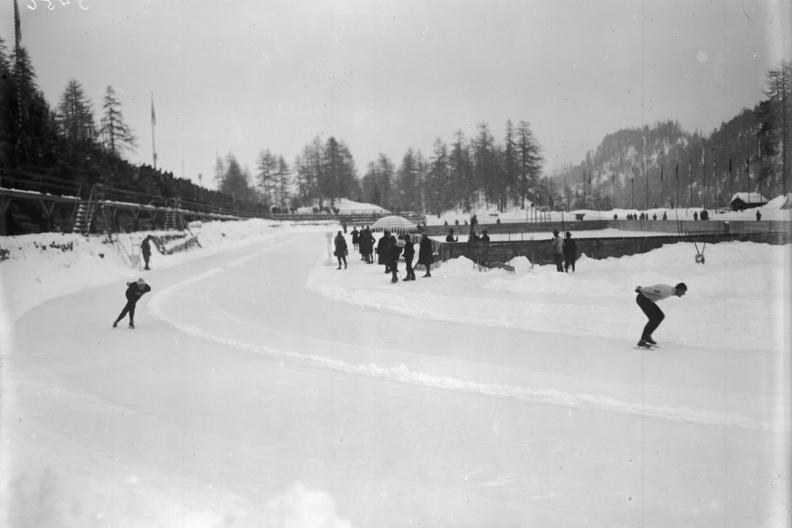
Wyścig na 5000 m, Sankt Moritz 1928

| Miejsce | Państwo           | Zawodnik         | Czas   | Strata |
| ------- | ----------------- | ---------------- | ------ | ------ |
|         | Norwegia          | Ivar Ballangrud  | 8:50.5 |        |
|         | Finlandia         | Julius Skutnabb  | 8:59.1 | +8.6   |
|         | Norwegia          | Bernt Evensen    | 9:01.1 | +10.6  |
| 4.      | Stany Zjednoczone | Irving Jaffee    | 9:01.3 | +10.8  |
| 5.      | Norwegia          | Armand Carlsen   | 9:01.5 | +11.0  |
| 6.      | Stany Zjednoczone | Valentine Bialas | 9:06.3 | +15.8  |
| 7.      | Norwegia          | Michael Staksrud | 9:07.3 | +16.8  |
| 8.      | Austria           | Otto Polacsek    | 9:08.9 | +18.4  |
| 9.      | Szwecja           | Gustaf Andersson | 9:09.7 | +19.2  |
| 10.     | Finlandia         | Ossi Blomqvist   | 9:09.9 | +19.4  |

Data: 14 lutego 1928

### 10 000 m
Pojedynki na dystansie 10 000 metrów przerwano z powodu niesprzyjających warunków atmosferycznych, lód uległ roztopieniu. Konkurencja rozgrywana była 14 lutego 1928 r.

### Tabela medalowa
| Lp. | Kraj              | złoto | srebro | brąz | razem |
| --- | ----------------- | ----- | ------ | ---- | ----- |
| 1   | Norwegia          | 2     | 1      | 3    | 6     |
| 2   | Finlandia         | 2     | 1      | 1    | 4     |
| 3   | Stany Zjednoczone | 0     | 0      | 1    | 1     |